# Lavérune
Ne doit pas être confondu avec Laveyrune.
Lavérune [la.ve.'ʁy.nə] (en occitan La Veruna [la βe.'ry.no̞]) est une commune française située dans l'est du département de l'Hérault en région Occitanie.
Exposée à un climat méditerranéen, elle est drainée par le Mosson, le ruisseau de Lassedéron et par un autre cours d'eau. La commune possède un patrimoine naturel remarquable composé d'une zone naturelle d'intérêt écologique, faunistique et floristique. Proche de Montpellier, elle fait partie de Montpellier Méditerranée Métropole.
Lavérune est une commune urbaine qui compte 3 298 habitants en 2022, après avoir connu une forte hausse de la population depuis 1962. Elle est dans l'agglomération de Montpellier et fait partie de l'aire d'attraction de Montpellier. Ses habitants sont appelés les Lavérunois ou Lavérunoises.

## Géographie

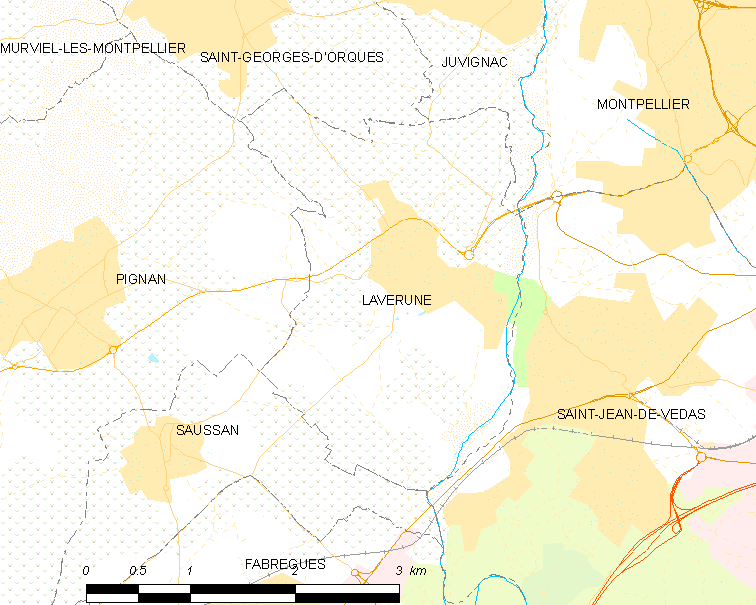
Carte.

Lavérune est située à l'ouest de Montpellier, sur la rive droite du cours d'eau de la Mosson.
Le territoire de Lavérune est mitoyen de Saint-Jean-de-Védas à l'est dont elle est séparée par la Mosson, de Saussan au sud, de Pignan à l'ouest, de Saint-Georges-d'Orques au nord-ouest et de Juvignac au nord-est.
Le territoire de Lavérune est situé dans la plaine alluviale de la Mosson et de son affluent, le ruisseau de Lassedéron. Le relief est plat au plus près de la Mosson et comprend plus de collines à l'ouest.
La ville est à proximité des axes occidentaux menant ou contournant Montpellier grâce à la départementale 5 qui dessert également les communes du nord du canton de Pignan avec lesquelles Lavérune a des relations intercommunales. En effet, le canton de Pignan et Lavérune ont appartenu au canton de Montpellier-8 jusqu'à son démembrement pendant les années 1990, et Lavérune appartient au Syndicat intercommunal à vocations multiples (SIVOM) Entre Vène et Mosson auquel appartiennent les communes de ce canton voisin.

### Communes limitrophes
Les communes limitrophes sont  Juvignac, Pignan, Saint-Georges-d'Orques, Saint-Jean-de-Védas et Saussan.
Lavérune est située à l'ouest de Montpellier, au nord de Saint-Jean-de-Védas, au sud de Saint-Georges-d'Orques et à l'ouest de Pignan et Saussan.
|        | Saint-Georges-d'Orques | Juvignac            |
| Pignan | Lavérune               |                     |
|        | Saussan                | Saint-Jean-de-Védas |

### Climat
Pour des articles plus généraux, voir Climat de l'Occitanie et Climat de l'Hérault.
En 2010, le climat de la commune est de type climat méditerranéen franc, selon une étude s'appuyant sur une série de données couvrant la période 1971-2000. En 2020, Météo-France publie une typologie des climats de la France métropolitaine dans laquelle la commune est exposée à un climat méditerranéen et est dans la région climatique  Provence, Languedoc-Roussillon, caractérisée par une pluviométrie faible en été, un très bon ensoleillement (2 600 h/an), un été chaud (21,5 °C), un air très sec en été, sec en toutes saisons, des vents forts (fréquence de 40 à 50 % de vents > 5 m/s) et peu de brouillards.
Pour la période 1971-2000, la température annuelle moyenne est de 14,5 °C, avec une amplitude thermique annuelle de 16,3 °C. Le cumul annuel moyen de précipitations est de 691 mm, avec 5,9 jours de précipitations en janvier et 2,7 jours en juillet. Pour la période 1991-2020, la température moyenne annuelle observée sur la station météorologique la plus proche, située sur la commune de Villeneuve-lès-Maguelone à 7 km à vol d'oiseau, est de 15,4 °C et le cumul annuel moyen de précipitations est de 591,6 mm,. Pour l'avenir, les paramètres climatiques de la commune estimés pour 2050 selon différents scénarios d'émission de gaz à effet de serre sont consultables sur un site dédié publié par Météo-France en novembre 2022.

### Milieux naturels et biodiversité

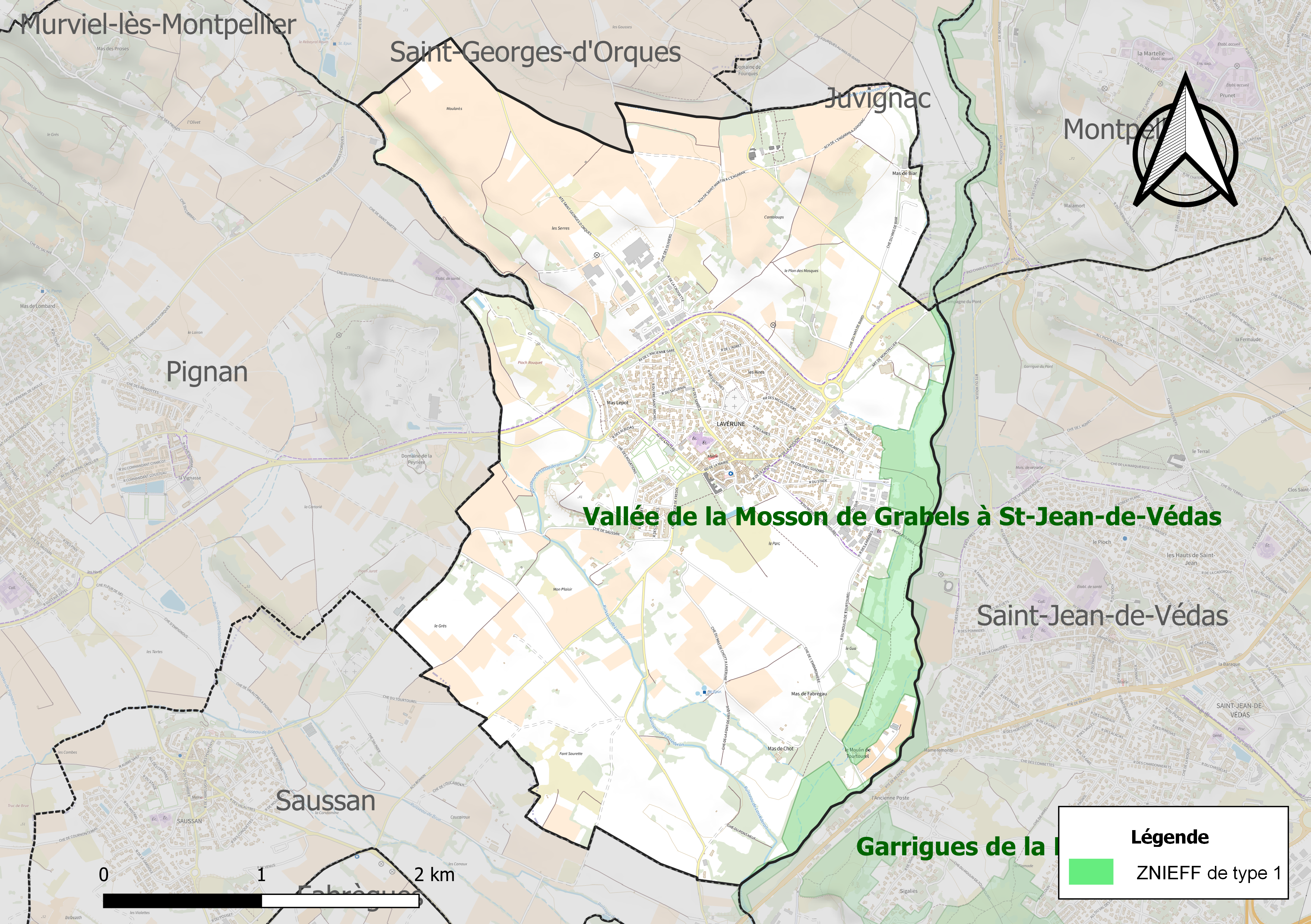
Carte de la ZNIEFF de type 1 localisée sur la commune.

L’inventaire des zones naturelles d'intérêt écologique, faunistique et floristique (ZNIEFF) a pour objectif de réaliser une couverture des zones les plus intéressantes sur le plan écologique, essentiellement dans la perspective d’améliorer la connaissance du patrimoine naturel national et de fournir aux différents décideurs un outil d’aide à la prise en compte de l’environnement dans l’aménagement du territoire
.
Une ZNIEFF de type 1 est recensée sur la commune : la « vallée de la Mosson de Grabels à St-Jean-de-Védas » (114 ha), couvrant 5 communes du département.

## Urbanisme

### Typologie
Au 1er janvier 2024, Lavérune est catégorisée ceinture urbaine, selon la nouvelle grille communale de densité à sept niveaux définie par l'Insee en 2022.
Elle appartient à l'unité urbaine de Montpellier, une agglomération intra-départementale regroupant 22 communes, dont elle est une commune de la banlieue,,. Par ailleurs la commune fait partie de l'aire d'attraction de Montpellier, dont elle est une commune de la couronne,. Cette aire, qui regroupe 161 communes, est catégorisée dans les aires de 700 000 habitants ou plus (hors Paris),.

### Occupation des sols
L'occupation des sols de la commune, telle qu'elle ressort de la base de données européenne d’occupation biophysique des sols Corine Land Cover (CLC), est marquée par l'importance des territoires agricoles (79,9 % en 2018), en diminution par rapport à 1990 (86,1 %). La répartition détaillée en 2018 est la suivante : zones agricoles hétérogènes (48,1 %), cultures permanentes (31,8 %), zones urbanisées (16,2 %), milieux à végétation arbustive et/ou herbacée (2,7 %), forêts (1,2 %). L'évolution de l’occupation des sols de la commune et de ses infrastructures peut être observée sur les différentes représentations cartographiques du territoire : la carte de Cassini (XVIIIe siècle), la carte d'état-major (1820-1866) et les cartes ou photos aériennes de l'IGN pour la période actuelle (1950 à aujourd'hui).

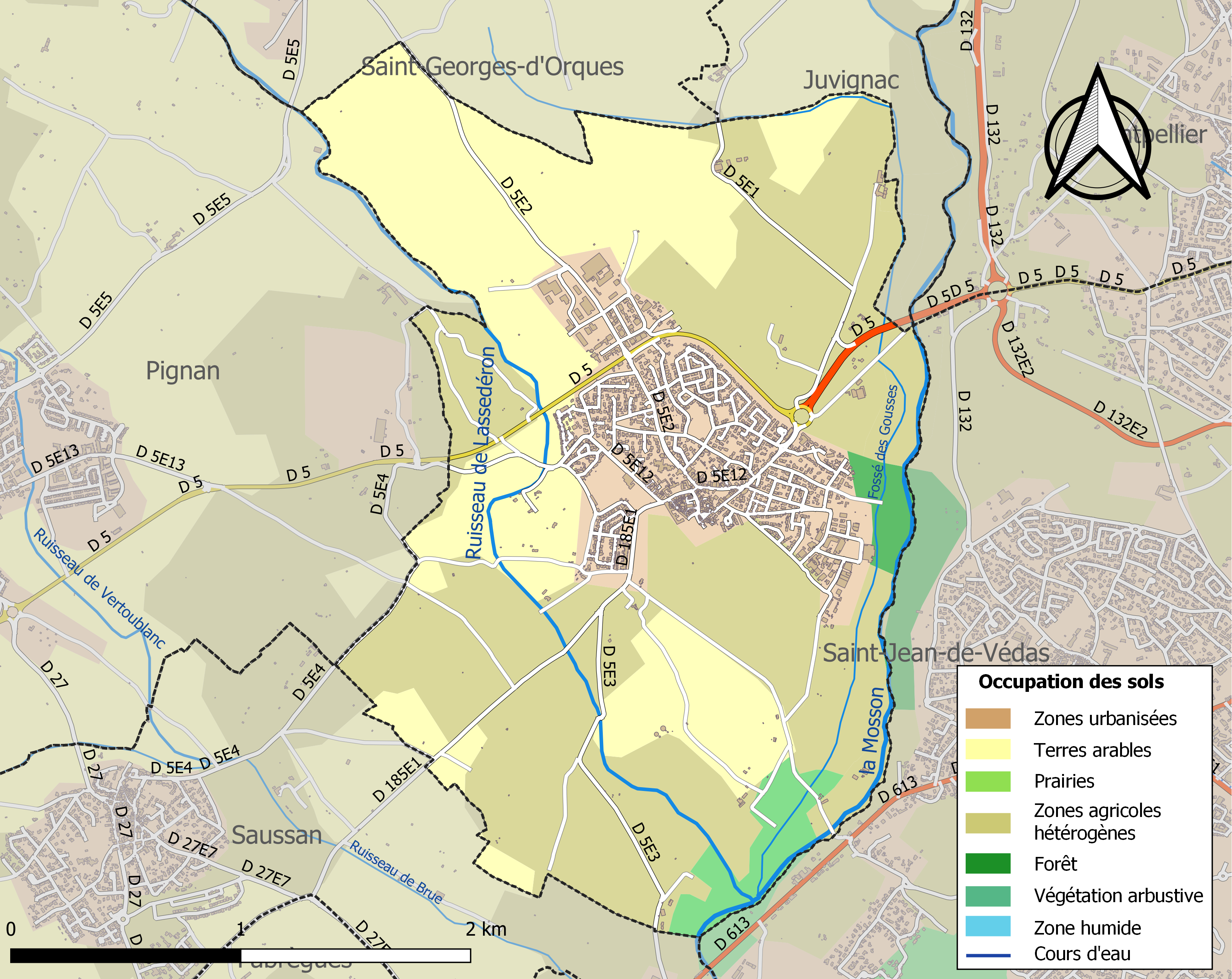
Carte des infrastructures et de l'occupation des sols de la commune en 2018 (CLC).

### Risques majeurs
Le territoire de la commune de Lavérune est vulnérable à différents aléas naturels : météorologiques (tempête, orage, neige, grand froid, canicule ou sécheresse), inondations et séisme (sismicité faible). Un site publié par le BRGM permet d'évaluer simplement et rapidement les risques d'un bien localisé soit par son adresse soit par le numéro de sa parcelle.
La commune fait partie du territoire à risques importants d'inondation (TRI) de Montpellier-Lunel-Maugio-Palavas, regroupant 49 communes du bassin de vie de Montpellier et s'étendant sur les départements de l'Hérault et du Gard, un des 31 TRI qui ont été arrêtés fin 2012 sur le bassin Rhône-Méditerranée, retenu au regard des risques de submersions marines et de débordements du Vistre, du Vidourle, du Lez et de la Mosson. Parmi les événements significatifs antérieurs à 2019 qui ont touché le territoire, peuvent être citées les crues de septembre 2002 et de septembre 2003 (Vidourle) et les tempêtes de novembre 1982 et décembre 1997 qui ont touché le littoral. Des cartes des surfaces inondables ont été établies pour trois scénarios : fréquent (crue de temps de retour de 10 ans à 30 ans), moyen (temps de retour de 100 ans à 300 ans) et extrême (temps de retour de l'ordre de 1 000 ans, qui met en défaut tout système de protection). La commune a été reconnue en état de catastrophe naturelle au titre des dommages causés par les inondations et coulées de boue survenues en 1982, 1997, 2001, 2002, 2003, 2014 et 2015,.
Lavérune est exposée au risque de feu de forêt du fait de la présence sur son territoire. Un plan départemental de protection des forêts contre les incendies (PDPFCI) a été approuvé en juin 2013 et court jusqu'en 2022, où il doit être renouvelé. Les mesures individuelles de prévention contre les incendies sont précisées par deux arrêtés préfectoraux et s’appliquent dans les zones exposées aux incendies de forêt et à moins de 200 mètres de celles-ci. L’arrêté du 25 avril 2002 réglemente l'emploi du feu en interdisant notamment d’apporter du feu, de fumer et de jeter des mégots de cigarette dans les espaces sensibles et sur les voies qui les traversent sous peine de sanctions. L'arrêté du 11 mars 2013 rend le débroussaillement obligatoire, incombant au propriétaire ou ayant droit,.

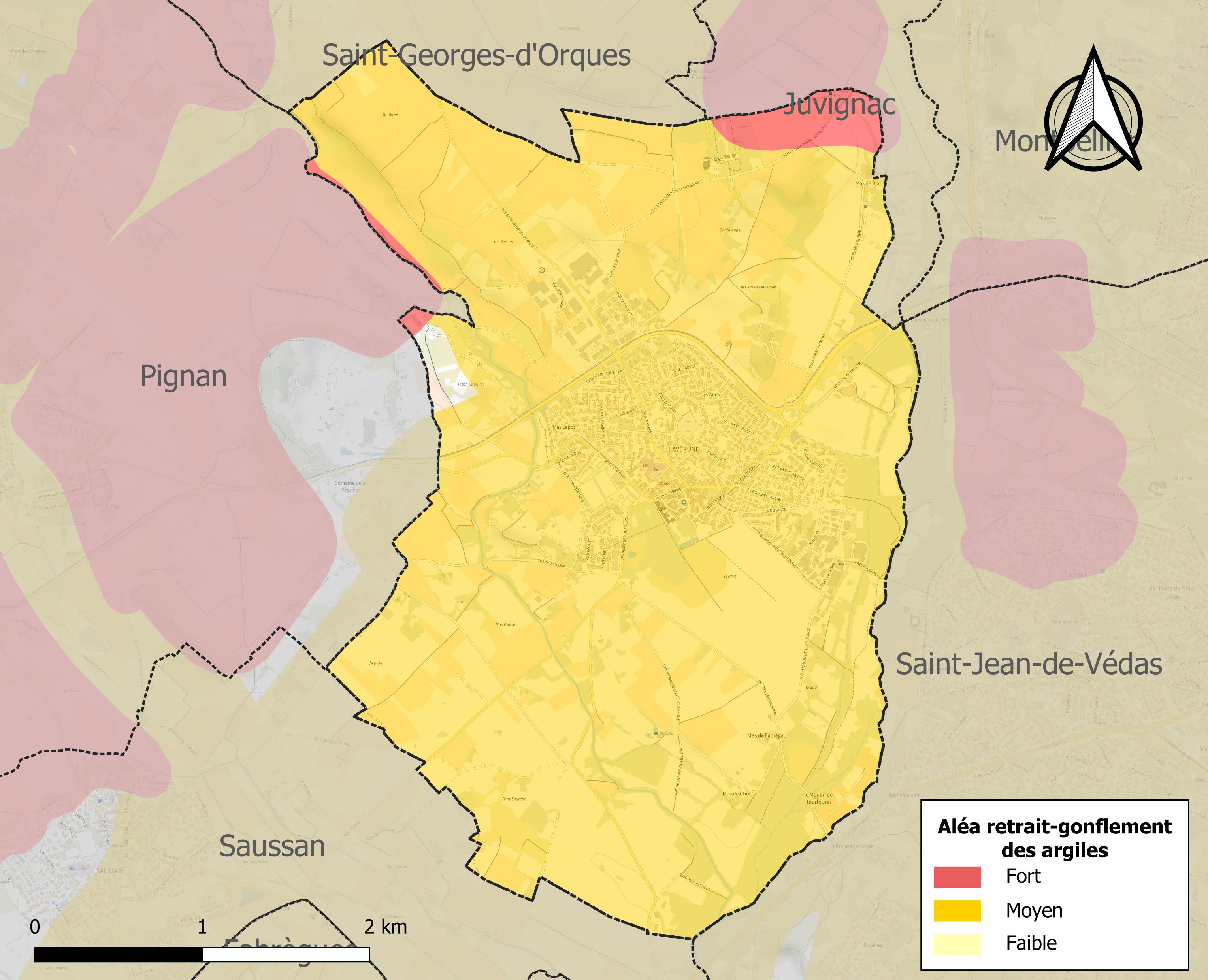
Carte des zones d'aléa retrait-gonflement des sols argileux de Lavérune.

Le retrait-gonflement des sols argileux est susceptible d'engendrer des dommages importants aux bâtiments en cas d’alternance de périodes de sécheresse et de pluie. 99,3 % de la superficie communale est en aléa moyen ou fort (59,3 % au niveau départemental et 48,5 % au niveau national). Sur les 987 bâtiments dénombrés sur la commune en 2019, 987 sont en aléa moyen ou fort, soit 100 %, à comparer aux 85 % au niveau départemental et 54 % au niveau national. Une cartographie de l'exposition du territoire national au retrait gonflement des sols argileux est disponible sur le site du BRGM,.
Par ailleurs, afin de mieux appréhender le risque d’affaissement de terrain, l'inventaire national des cavités souterraines permet de localiser celles situées sur la commune.

## Histoire

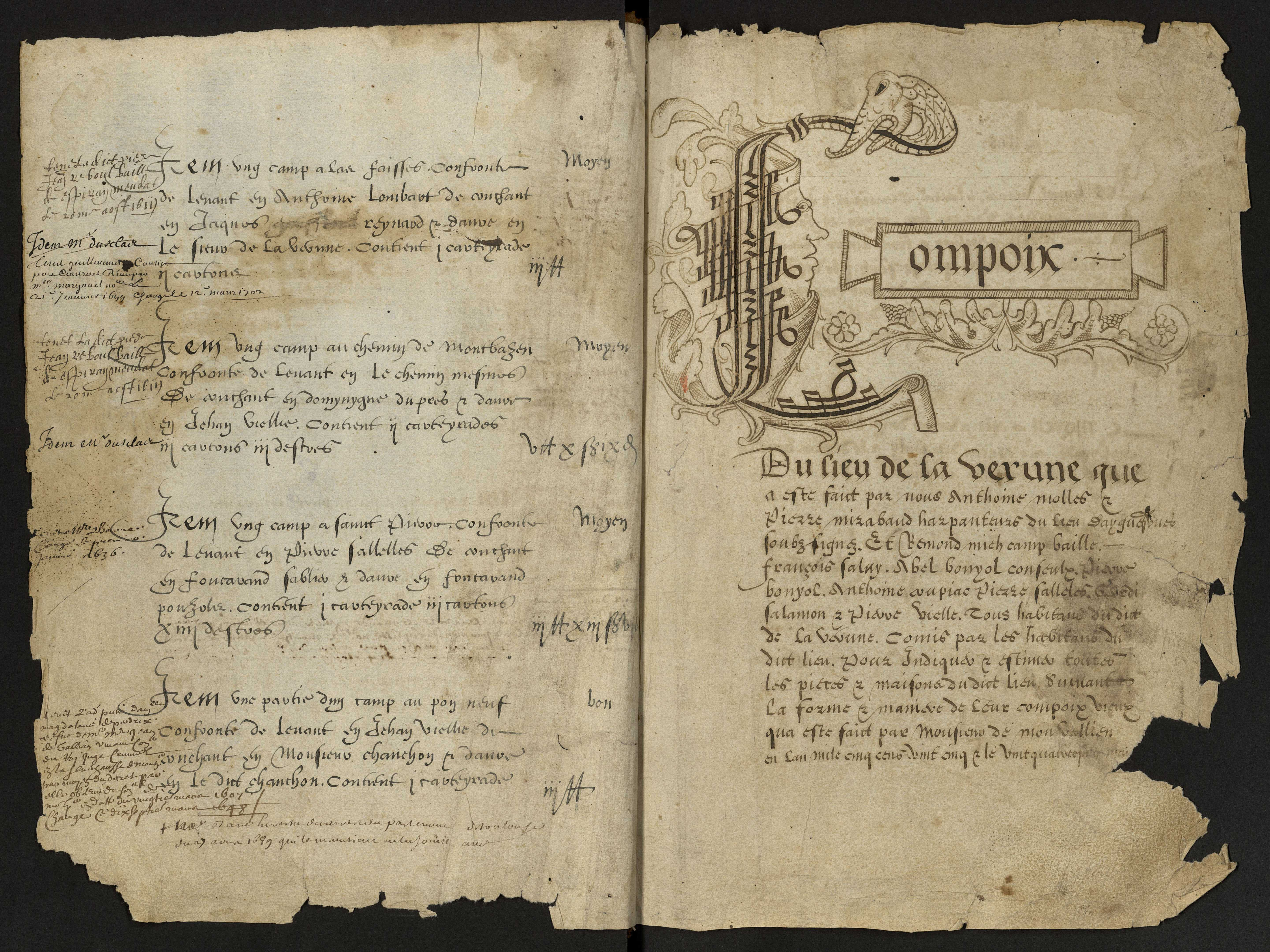
Usuel du compoix (1592)

Le vieux village de Lavérune est installé depuis le Ier siècle, au carrefour de la voie domitienne et du chemin sud-nord des marchands de coquillages qui portaient les produits de leur pêche aux Romains du fort de Murviel (Oppidum d'Altimurium). Il entoure l’église du XIIIe siècle et se serre contre le château du XVIe siècle.

## Politique et administration
Lavérune a été une ville dite de consulat qui possédait des consuls élus par leurs pairs pour administrer la communauté locale au sein d'un conseil politique.
| Période | Période | Identité        | Étiquette | Qualité                 |
| ------- | ------- | --------------- | --------- | ----------------------- |
| 1748    | 1749    | Jacques Triaire |           | Premier consul, ménager |
| 1749    | 1750    | Jacques Guizard |           | Premier consul, ménager |
| 1773    | 1775    | André Guizard   |           | Premier consul, ménager |
| 1775    | 1779    | Jacques Guizard |           | Premier consul, ménager |

Avec l'instauration de la république ce sont des maires élus qui administrent la commune. Lavérune est dotée d'un conseil municipal depuis 1790.
| Période           | Période   | Identité                 | Étiquette | Qualité                    |
| ----------------- | --------- | ------------------------ | --------- | -------------------------- |
| 7 février 1790    | 1791      | Fulcrand Rouvier         |           |                            |
| novembre 1791     | 1795      | Pierre Arnaud            |           |                            |
| 1795              | 1800      | François Amadou          |           |                            |
| avril 1800        | 1802      | Philibert Triaire        |           |                            |
| 1802              | 1804      | Jacques Rouvier          |           |                            |
| 1804              | 1805      | Jean Guizard La Treille  |           | Propriétaire Foncier       |
| 1805              | 1816      | Marc-Roch Duvergé        |           | Propriétaire Foncier       |
| 1816              | 1830      | Jean Guizard La Treille  |           |                            |
| 1830              | 1848      | Clément Monestier        |           |                            |
| 1848              | 1860      | Antoine Sélignac         |           |                            |
| 1860              | 1868      | Jean Guizard             |           | Propriétaire Foncier       |
| 1868              | 1870      | François Amadou          |           |                            |
| 15 septembre 1870 | 1871      | Jacques-Prosper Authebon |           |                            |
| 30 avril 1871     | 1876      | Pierre Lavène            |           |                            |
| 8 octobre 1876    | 1884      | Philibert Triaire        |           |                            |
| 2 juin 1884       | 1892      | François Amadou          |           |                            |
| 5 mai 1892        | 1900      | Marius Guizard           |           |                            |
| 20 mai 1900       | 1907      | Philibert Porte          |           |                            |
| mai 1908          | 1919      | Henri Astier             |           |                            |
| 1919              | 1940      | Pierre Dautun            |           |                            |
| 1940              | 1945      | Jean Rouvier             |           |                            |
| 1945              | 1953      | Pierre Authebon          |           |                            |
| 1953              | 1967      | Marcel Durand            |           |                            |
| 1967              | 1971      | Raymond Gleizes          |           | Régisseur domaine viticole |
| 1971              | 1977      | Michel Courtial          |           |                            |
| 1977              | 1989      | Jean-Pierre Roques       | DVG       |                            |
| 1989              | juin 1995 | Jean-Louis Barral        |           |                            |
| juin 1995         | En cours  | Roger Caizergues         | SE        | Agriculteur retraité       |

## Démographie
L'évolution du nombre d'habitants est connue à travers les recensements de la population effectués dans la commune depuis 1793. Pour les communes de moins de 10 000 habitants, une enquête de recensement portant sur toute la population est réalisée tous les cinq ans, les populations de référence des années intermédiaires étant quant à elles estimées par interpolation ou extrapolation. Pour la commune, le premier recensement exhaustif entrant dans le cadre du nouveau dispositif a été réalisé en 2004.

En 2022, la commune comptait 3 298 habitants, en évolution de +3,35 % par rapport à 2016 (Hérault : +7,49 %, France hors Mayotte : +2,11 %).
| 1793 | 1800 | 1806 | 1821 | 1831 | 1836 | 1841 | 1846 | 1851 |
| ---- | ---- | ---- | ---- | ---- | ---- | ---- | ---- | ---- |
| 493  | 505  | 554  | 607  | 685  | 659  | 610  | 604  | 588  |

| 1856 | 1861 | 1866 | 1872 | 1876 | 1881 | 1886 | 1891 | 1896 |
| ---- | ---- | ---- | ---- | ---- | ---- | ---- | ---- | ---- |
| 553  | 601  | 597  | 607  | 616  | 477  | 524  | 616  | 665  |

| 1901 | 1906 | 1911 | 1921 | 1926 | 1931 | 1936 | 1946 | 1954 |
| ---- | ---- | ---- | ---- | ---- | ---- | ---- | ---- | ---- |
| 708  | 625  | 591  | 659  | 625  | 646  | 610  | 516  | 553  |

| 1962 | 1968 | 1975  | 1982  | 1990  | 1999  | 2004  | 2006  | 2009  |
| ---- | ---- | ----- | ----- | ----- | ----- | ----- | ----- | ----- |
| 664  | 954  | 1 254 | 1 752 | 2 090 | 2 603 | 2 730 | 2 702 | 2 721 |

| 2014  | 2019  | 2022  | - | - | - | - | - | - |
| ----- | ----- | ----- | - | - | - | - | - | - |
| 2 824 | 3 328 | 3 298 | - | - | - | - | - | - |

## Économie

### Revenus
En 2018, la commune compte 1 402 ménages fiscaux, regroupant 3 359 personnes. La médiane du revenu disponible par unité de consommation est de 22 840 € (20 330 € dans le département). 55 % des ménages fiscaux sont imposés (45,8 % dans le département).

### Emploi
|                | 2008   | 2013   | 2018   |
| -------------- | ------ | ------ | ------ |
| Commune        | 6,5 %  | 9 %    | 11,1 % |
| Département    | 10,1 % | 11,9 % | 12 %   |
| France entière | 8,3 %  | 10 %   | 10 %   |

En 2018, la population âgée de 15 à 64 ans s'élève à 2 042 personnes, parmi lesquelles on compte 78,5 % d'actifs (67,4 % ayant un emploi et 11,1 % de chômeurs) et 21,5 % d'inactifs,. En 2018, le taux de chômage communal (au sens du recensement) des 15-64 ans est inférieur à celui du département, mais supérieur à celui de la France, alors qu'en 2008 il était inférieur à celui de la France.
La commune fait partie de la couronne de l'aire d'attraction de Montpellier, du fait qu'au moins 15 % des actifs travaillent dans le pôle,. Elle compte 1 051 emplois en 2018, contre 975 en 2013 et 965 en 2008. Le nombre d'actifs ayant un emploi résidant dans la commune est de 1 399, soit un indicateur de concentration d'emploi de 75,1 % et un taux d'activité parmi les 15 ans ou plus de 59,9 %.
Sur ces 1 399 actifs de 15 ans ou plus ayant un emploi, 209 travaillent dans la commune, soit 15 % des habitants. Pour se rendre au travail, 81,8 % des habitants utilisent un véhicule personnel ou de fonction à quatre roues, 3,8 % les transports en commun, 10,6 % s'y rendent en deux-roues, à vélo ou à pied et 3,8 % n'ont pas besoin de transport (travail au domicile).

### Activités hors agriculture

#### Secteurs d'activités
491 établissements sont implantés à Lavérune au 31 décembre 2019. Le tableau ci-dessous en détaille le nombre par secteur d'activité et compare les ratios avec ceux du département,.
| Secteur d'activité                                                                                        | Commune | Commune | Département |
| Secteur d'activité                                                                                        | Nombre  | %       | %           |
| --- | ------- | ------- | ----------- |
| Ensemble                                                                                                  | 491     | 100 %   | (100 %)     |
| Industrie manufacturière, industries extractives et autres                                                | 35      | 7,1 %   | (6,7 %)     |
| Construction                                                                                              | 94      | 19,1 %  | (14,1 %)    |
| Commerce de gros et de détail, transports, hébergement et restauration                                    | 103     | 21 %    | (28 %)      |
| Information et communication                                                                              | 22      | 4,5 %   | (3,3 %)     |
| Activités financières et d'assurance                                                                      | 19      | 3,9 %   | (3,2 %)     |
| Activités immobilières                                                                                    | 22      | 4,5 %   | (5,3 %)     |
| Activités spécialisées, scientifiques et techniques et activités de services administratifs et de soutien | 95      | 19,3 %  | (17,1 %)    |
| Administration publique, enseignement, santé humaine et action sociale                                    | 64      | 13 %    | (14,2 %)    |
| Autres activités de services                                                                              | 37      | 7,5 %   | (8,1 %)     |

Le secteur du commerce de gros et de détail, des transports, de l'hébergement et de la restauration est prépondérant sur la commune puisqu'il représente 21 % du nombre total d'établissements de la commune (103 sur les 491 entreprises implantées à Lavérune), contre 28 % au niveau départemental.

#### Entreprises et commerces
Les cinq entreprises ayant leur siège social sur le territoire communal qui génèrent le plus de chiffre d'affaires en 2020 sont :
- Carte Noire Operations SAS, transformation du thé et du café (25 836 k€)
- Electroniq System Informatiq Industriels - Esii, fabrication d'ordinateurs et d'équipements périphériques (12 155 k€)
- SA Esteban, fabrication de savons, détergents et produits d'entretien (11 848 k€)
- Paindor Montpellier, fabrication industrielle de pain et de pâtisserie fraîche (4 991 k€)
- Societe D Integration De Reseaux De Telecommunications, construction de réseaux électriques et de télécommunications (2 334 k€)

### Agriculture
La commune est dans la « Plaine viticole », une petite région agricole occupant la bande côtière du département de l'Hérault. En 2020, l'orientation technico-économique de l'agriculture sur la commune est la viticulture.
|               | 1988 | 2000 | 2010 | 2020 |
| ------------- | ---- | ---- | ---- | ---- |
| Exploitations | 58   | 26   | 16   | 18   |
| SAU (ha)      | 360  | 240  | 130  | 212  |

Le nombre d'exploitations agricoles en activité et ayant leur siège dans la commune est passé de 58 lors du recensement agricole de 1988 à 26 en 2000 puis à 16 en 2010 et enfin à 18 en 2020, soit une baisse de 69 % en 32 ans. Le même mouvement est observé à l'échelle du département qui a perdu pendant cette période 67 % de ses exploitations,. La surface agricole utilisée sur la commune a également diminué, passant de 360 ha en 1988 à 212 ha en 2020. Parallèlement la surface agricole utilisée moyenne par exploitation a augmenté, passant de 6 à 12 ha.

## Culture locale et patrimoine

### Lieux et monuments

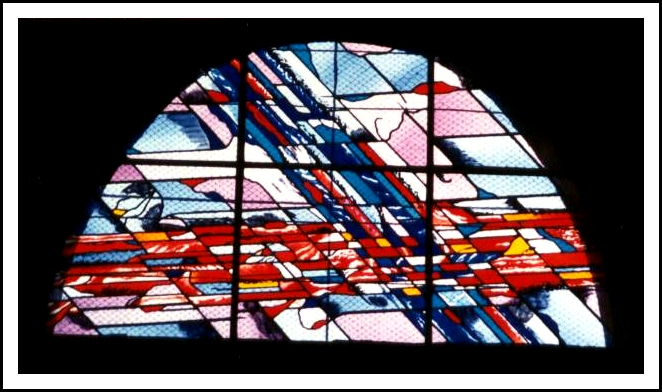
Les vitraux de l'église de Lavérune créés par l'artiste verrier Carlo Roccella.

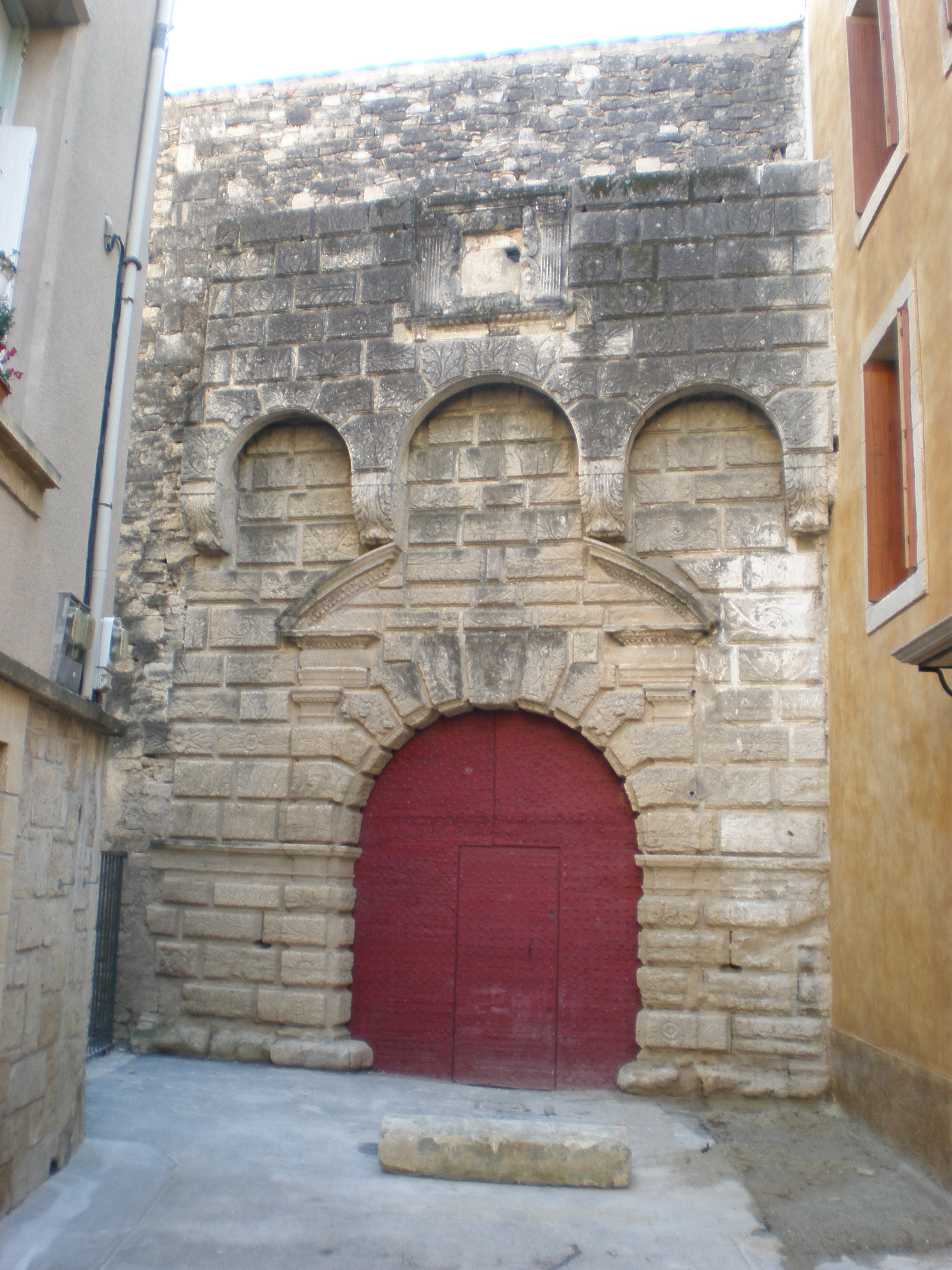
Portail d'entrée nord du château de Lavérune.

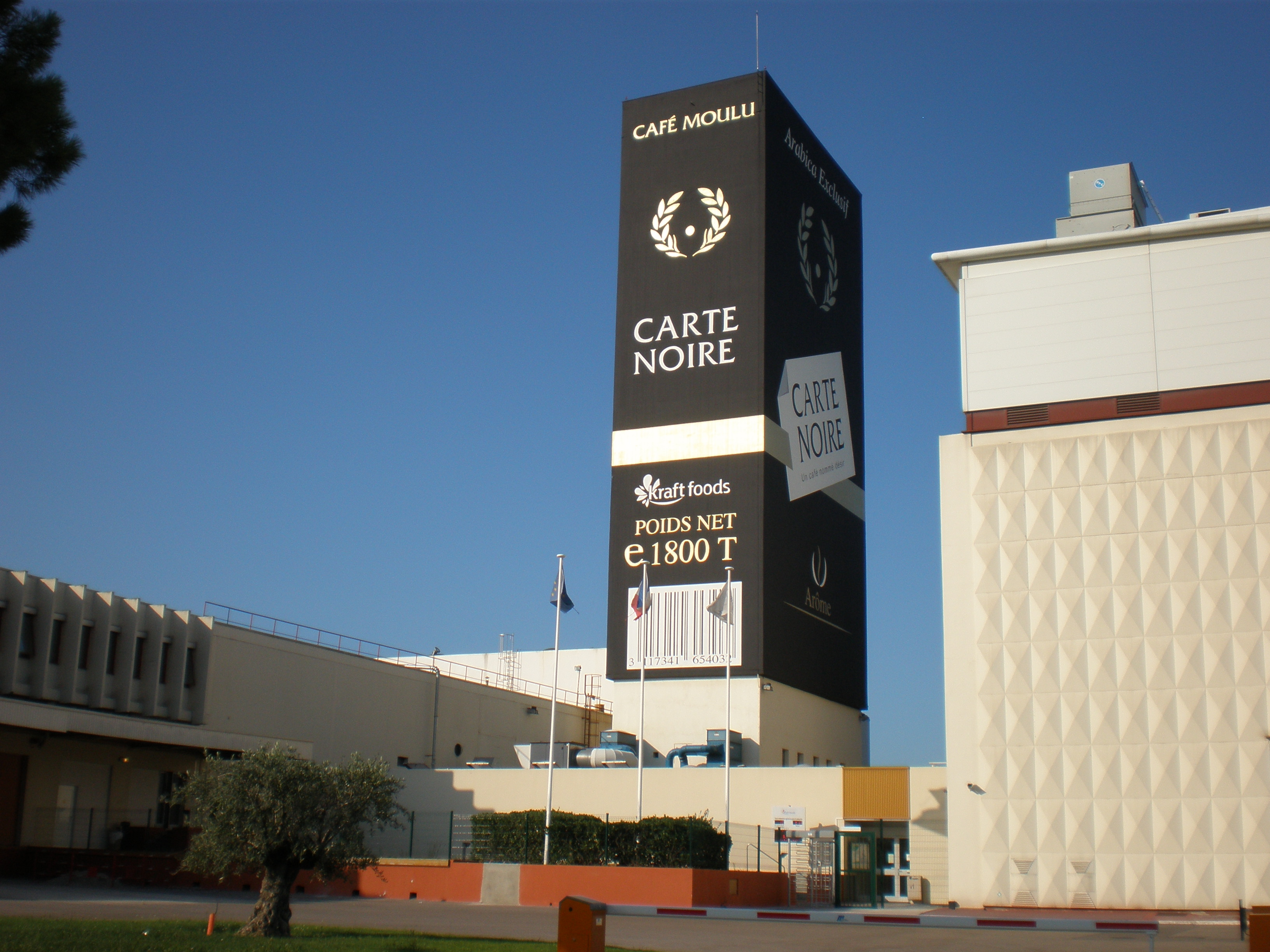
Usine de torréfaction de café Jacques Vabre/Carte Noire.

- Le château de Lavérune et son parc au sud du village ancien. Le parc du château est inscrit à l’inventaire des monuments historiques, ouvert en permanence aux piétons, un des plus beaux parc du midi de la France ;
- le musée Hofer Bury, musée de peinture contemporaine ;
- L'église de l'Assomption-de-Notre-Dame-et-Saint-Pierre-ès-Liens de Lavérune des XIVe et XVIIIe siècles ;
- La salle capitulaire du XIVe siècle jouxtant l'église, (vestiges des bâtiments du chapitre de Montpellier) ;
- Le Domaine de Biar est situé à proximité de l'antique voie Dominitienne, son origine remonte au XIIe siècle. C'est une folie Montpelliéraine, aujourd'hui rénovée dans le respect de l'environnement afin d'y accueillir hommes et chevaux. Au-delà des chambres d’hôtes de charme, des appartements meublés, de la suite et de la salle de séminaire pour des séjours en pleine harmonie avec la nature, Biar a également retrouvé son activité originelle : l’élevage et le dressage de chevaux de Camargue ;
- Le château de l'Engarran, au nord sur la route vers Juvignac, est une des « folies » montpelliéraines, un de ses domaines viticoles dont la résidence principale fut reconstruite à grands frais au XVIIIe siècle par la bourgeoisie et la noblesse de robe locale. Le domaine de l'Engarran, fondé par Henry d'Engarran, voit sa folie construite par Jean Vassal. La grille du château est classée monument historique. Jean Vassal acheta ces grilles en 1785 à la ville de Montpellier qui s'en servait pour clore la place de la Comédie, après les avoir elle-même achetées à la famille Bonnier de la Mosson, ruinée par la construction du château de la Mosson, autre folie située sur la rive gauche de la Mosson ;
- L'usine de torréfaction de café de l'entreprise Jacques Vabre, produisant également les cafés Carte Noire[26], marque depuis 1970 le paysage : son principal bâtiment est maquillé comme un paquet de café en poudre. L'usine se trouve au nord de la ville, sur la route menant à Saint-Georges-d'Orques.

### Un village sans publicité
Début 2014, un arrêté municipal permet de protéger les bâtiments architecturaux pittoresques, artistiques ou historiques qui, à Lavérune, sont donc désormais à l’abri de toutes publicités dans un périmètre de 100 m autour du bâtiment concerné. « Ce qui n’inclut pas les enseignes commerciales », tient à préciser le maire.

### Personnalités liées à la commune
- Artus (1987-), humoriste originaire de la commune.
- Béranger Frédol l’Ancien († 1323), cardinal.
- Claude Cancès (1938-), ancien directeur régional de la police judiciaire de Paris.
- Nath-Sakura (1973-), photographe installée sur la commune.
- Pierre Viala (1859-1936). Né à Lavérune dans une famille de viticulteurs. Professeur à l'Ecole Nationale d'Agriculture. Membre de l'Académie des Sciences de Montpellier. Commandeur de la Légion d'Honneur. Il s'illustra notamment dans la reconstitution du vignoble français après la crise du phylloxéra[28].

### Héraldique
|  | Les armoiries de Lavérune se blasonnent ainsi : d'azur à la fasce d'argent. |